# الحناية
الحناية إحدى بلديات دائرة الحناية بولاية تلمسان الجزائرية.